# پاندا بیر
پاندا بیر (انگلیسی: Panda Bear؛ زادهٔ ۱۷ ژوئیهٔ ۱۹۷۸) یک موسیقی‌دان اهل ایالات متحده آمریکا است. وی از سال ۱۹۹۸ میلادی تاکنون مشغول فعالیت بوده‌است.